# Odo IV., burgundski vojvoda
Odo IV. — na francuskom poznat kao Eudes IV — bio je francuski plemić, vojvoda Burgundije i naslovni kralj Soluna.
Odo je bio drugi sin vojvode Roberta II. i njegove supruge Agneze, preko koje je Odo bio unuk kralja Francuske. Ivana Hroma bila je Odova sestra; Ivana je bila supruga kralja Filipa VI. Sretnog, koji je postao Odov saveznik. Odova je nećakinja bila kraljica Ivana II. Navarska.

## Brak
Ivana III., burgundska grofica bila je supruga vojvode Oda. Ivanin i Odov sin bijaše Filip I., grof Auvergnea.